# Pfarrkirche Enzersfeld im Weinviertel

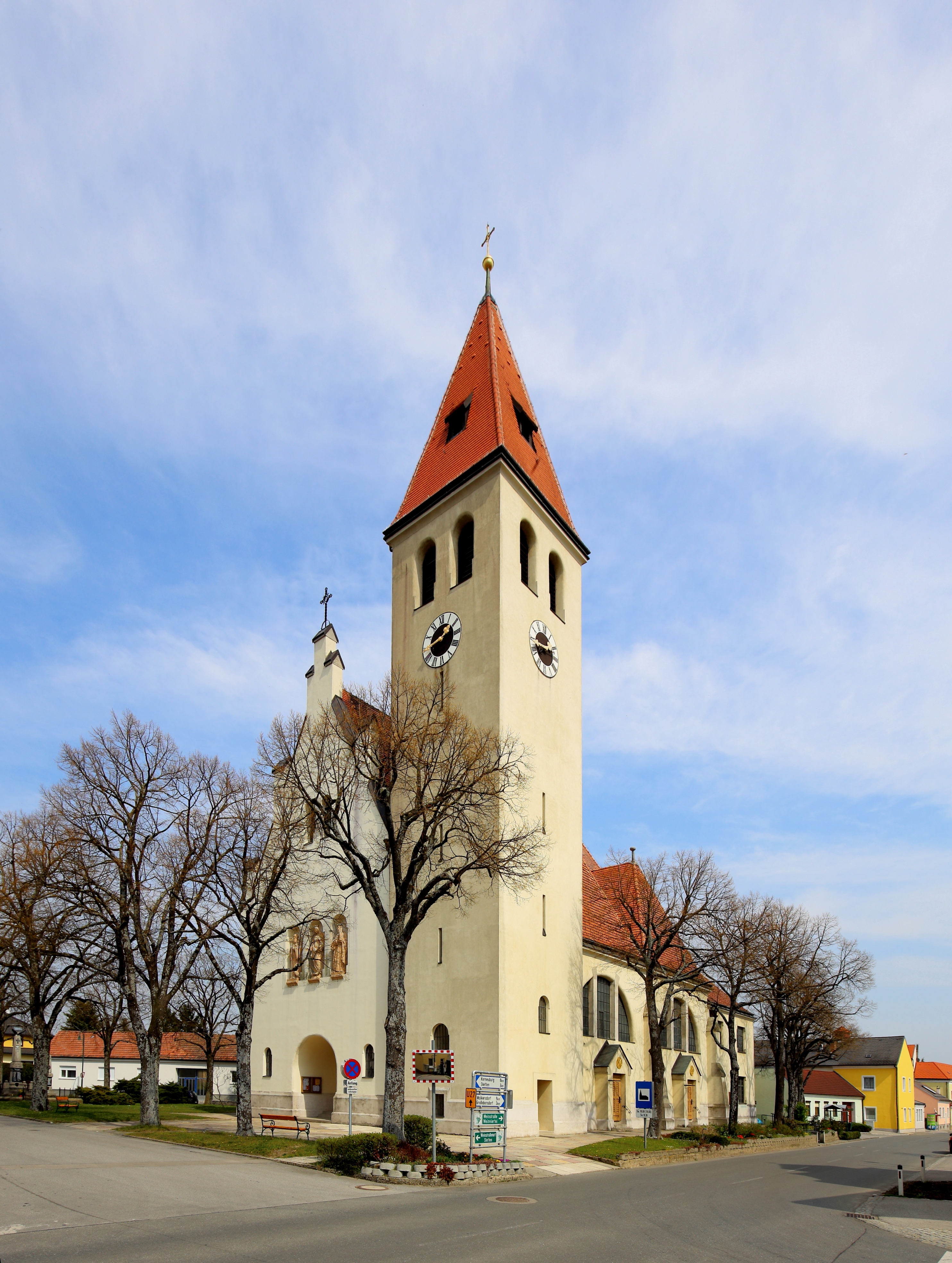
Pfarrkirche Mariä Geburt

Die römisch-katholische Pfarrkirche Enzersfeld im Weinviertel steht im Südwesten der Gemeinde Enzersfeld im Weinviertel im Bezirk Korneuburg in Niederösterreich. Sie ist dem Fest Mariä Geburt geweiht und gehört zum Dekanat Korneuburg im Vikariat Unter dem Manhartsberg der Erzdiözese Wien. Das Bauwerk steht unter Denkmalschutz.

## Lagebeschreibung
Die Kirche steht im Südwesten des Ortes an der Hauptstraße (Kirchenplatz 1).

## Geschichte
Enzersfeld war von 1343 bis 1783 zur Pfarre St.-Veit Klein-Engersdorf zugehörig, 1783 wurde sie zu einer eigenen Pfarre erhoben und dem Schottenstift in Wien inkorporiert.

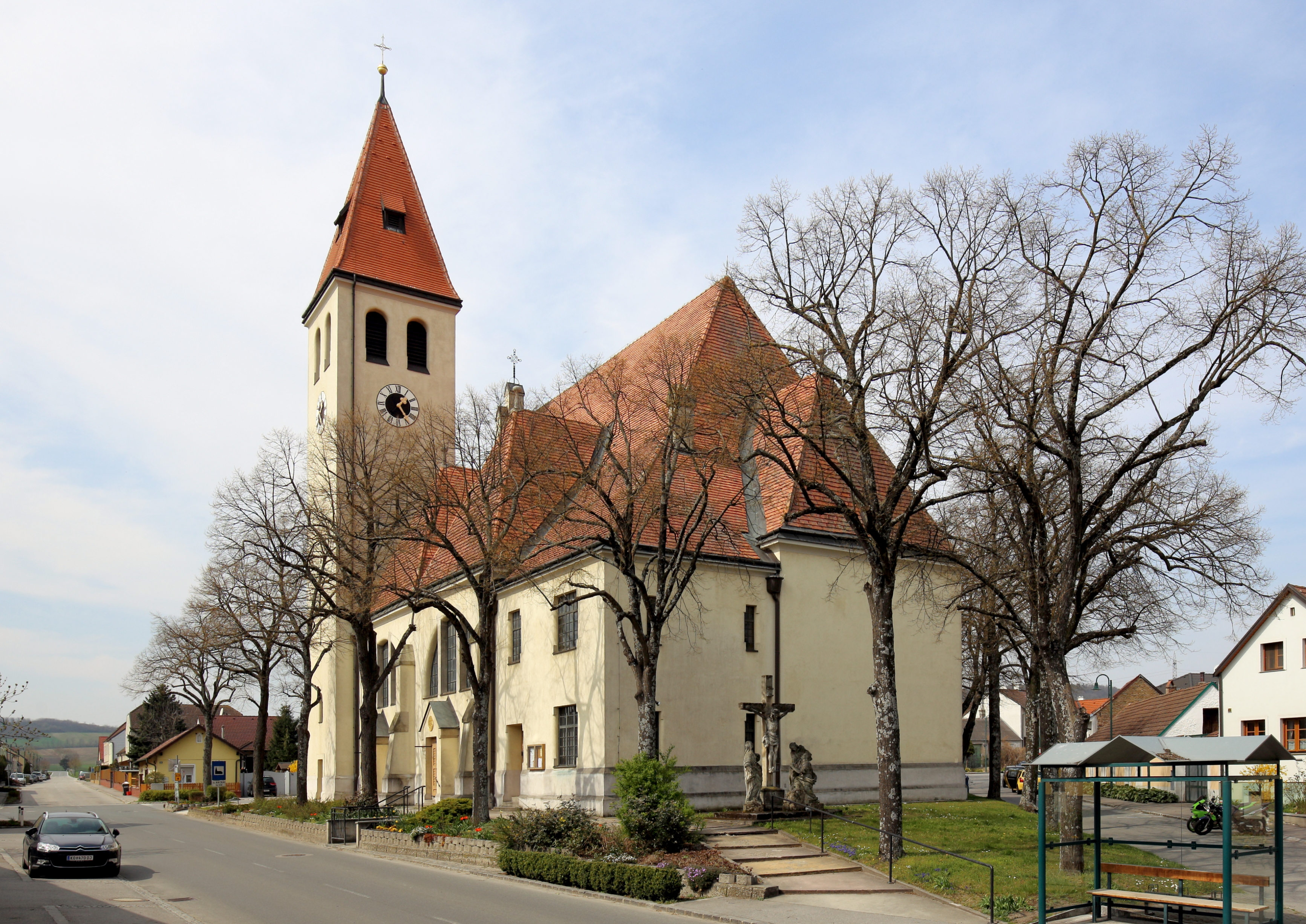
Ostsüdostansicht der Pfarrkirche

Die ehemalige Kapelle wurde 1681 zu einer Kirche erweitert und 1872 nochmals vergrößert, da die Kirche abermals zu klein wurde, entschloss man sich zu einem Neubau. Die heutige Kirche wurde in den Jahren 1908–1909 über die alte Kirche gebaut, sodass während der Bauzeit weiterhin Gottesdienste abgehalten werden konnten. Als Architekt und Baumeister wirkte Josef Schmalzhofer, die Pläne für die Innengestaltung stammen von Richard Jordan.
Innenrenovierungen
Der Innenraum der Pfarrkirche wurde im Jahre 2016 komplett renoviert und der Ursprungszustand aus dem Jahre 1909 wieder hergestellt. Als bei der Innenrenovierung im Jahre 1959 die Wandmalereien überdeckt wurden, geschah dies aus Not, die Kriegsschäden aus dem Zweiten Weltkrieg zu beheben. Die Renovierung im Sommer 2016 brachte viele Überraschungen zu Tage: Die vielfarbigen Farbbänder, die Schnecken, Paradiesblumen und Sterne, die Fassung der Gewölbe in Altrosa und Hellblau. Hinter der Wandfarbe trat die ursprüngliche künstlerische Gestaltung zutage.

## Architektur

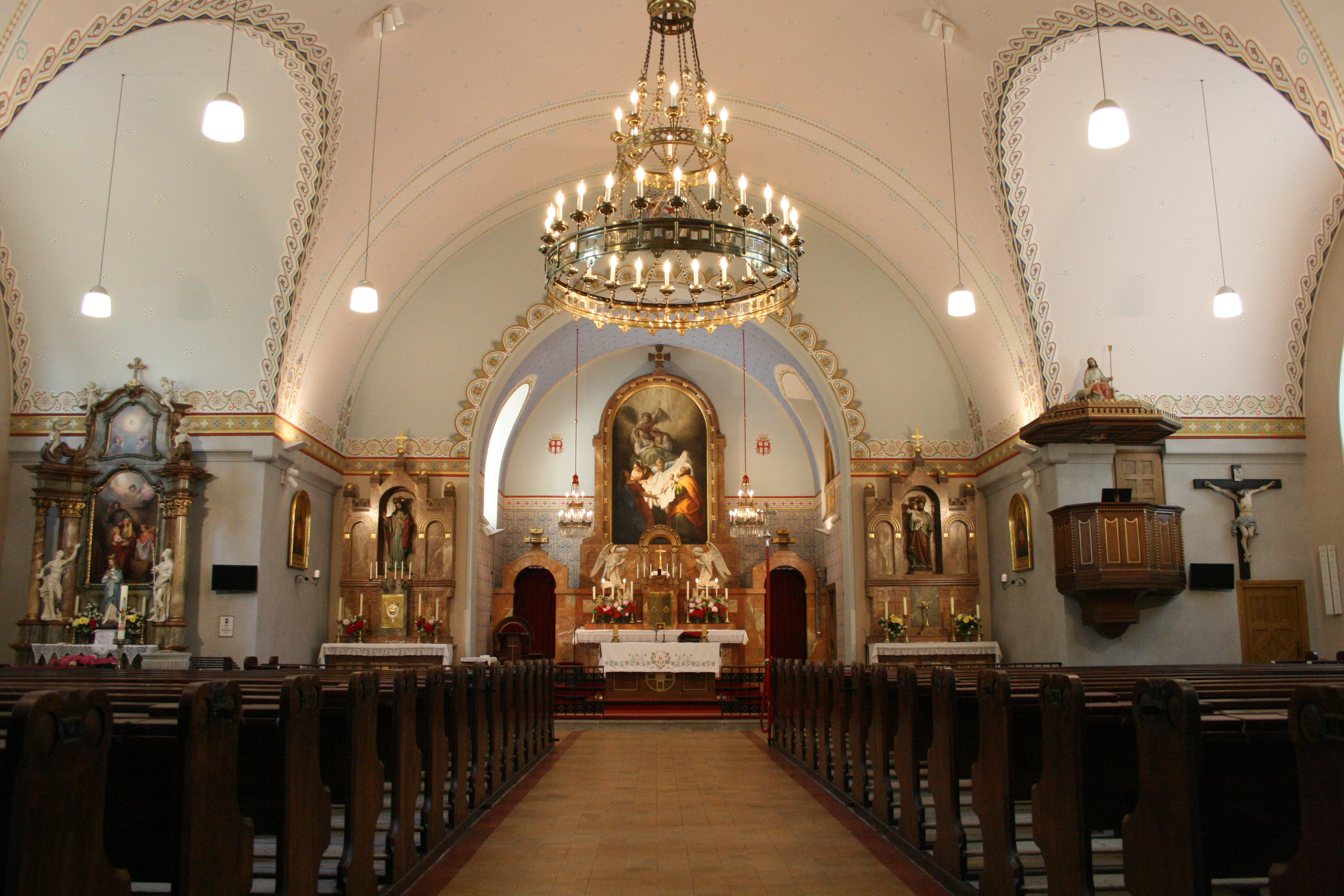
Innenraum nach der Renovierung im Jahre 2016

### Kirchenäußeres
Das Bauwerk ist eine romantisierende Hallenkirche mit Eckturm und Seitenschiffen. Die Hauptfassade ist als Staffelgiebelfassade ausgeführt. Über der mächtigen Rundbogenportalnische ist eine Statuenreihe in einer Säulenblendarkade. Sie stellen Maria Immaculata, den heiligen Benedikt sowie den heiligen Leopold dar. Im Giebel sind gekuppelte Rundbogenfenster. An der Südwestecke befindet sich ein Fassadenturm mit rundbogigen Schallfenstern und einem Pyramidenhelm. In der Mitte der Langhausflanken sind beidseitig hervortretende, zweiteilige Querschiffe mit Strebepfeilern und Thermenfenstern unter Zwerchdächern. Südseitig sind Portalädikulen angebaut. Der eingezogene Rechteckchor weist Rundbogenfenster auf. Darüber ist ein abgewalmtes Dach. An den Chor schließt südseitig ein zweigeschoßiger Sakristeianbau an.

### Kircheninneres
Die Kirche ist ein mächtiger Saalbau mit beidseitigen doppelten, großräumigen Querschiffen, die durch Pfeilerarkaden seitenschiffartig miteinander verbunden sind. Die weite Haupttonne ist mit den auf Sturzbalken lagernden Quertonnen der Querschiffe verschnitten. Im Westen ist die Orgelempore über dem geschlossen konzipierten Unterbau der Portalhalle. Der eingezogene Triumphbogen trennt den Chor vom Kirchenschiff. Im Rechteckchor ist Tonnengewölbe.

## Ausstattung

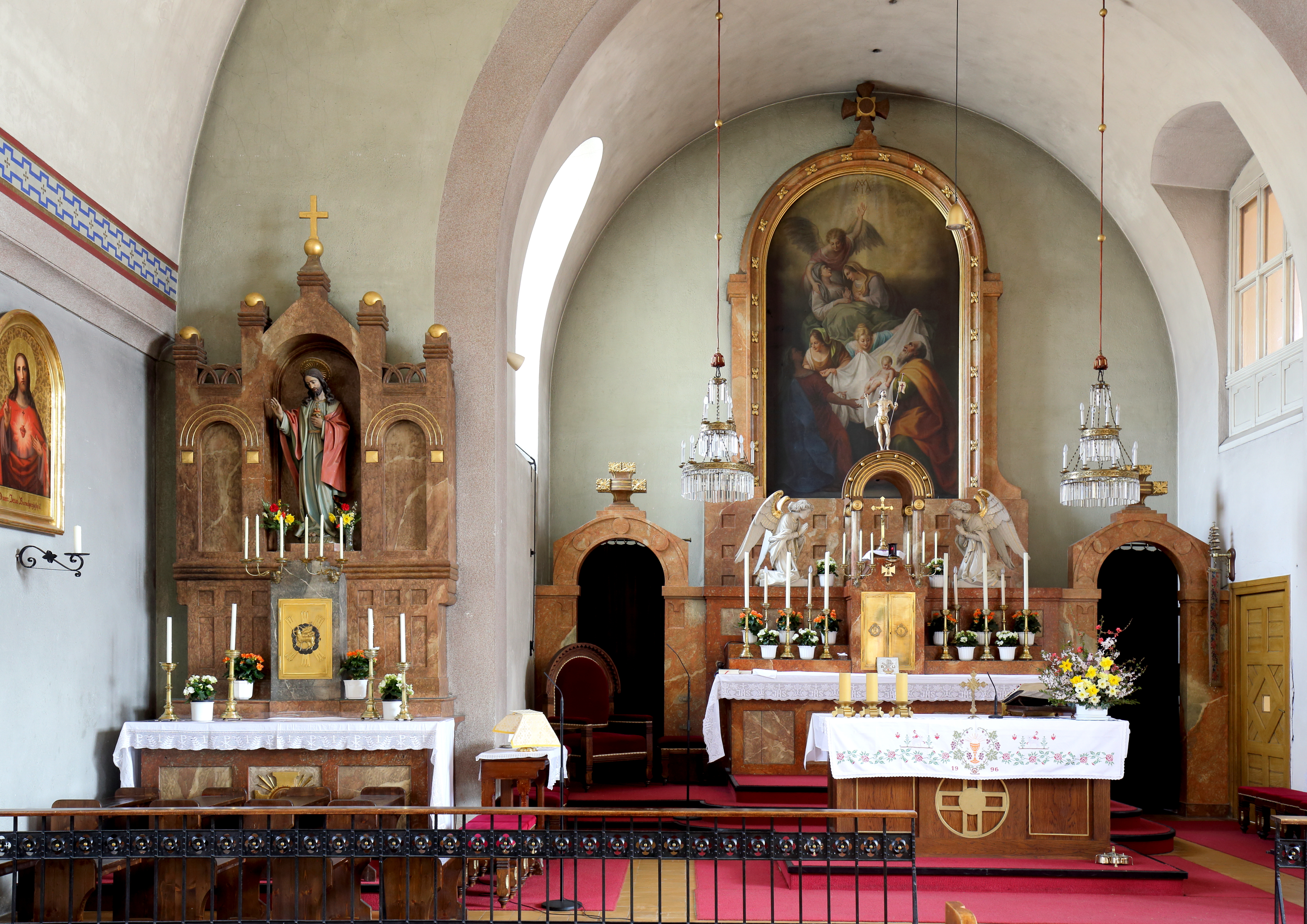
Hochaltar und linker Seitenaltar der Pfarrkirche im Jahre 2015

Die Ausstattung im Secessionsstil stammt aus der Bauzeit. Das Altarbild des Hochaltars zeigt die Szene „Mariä Geburt“. Das Bild von Maria Schöffmann hängt in einem profilierten Rundbogenrahmen an der Chorrückwand. Die freistehende Mensa mit Tabernakelaufbau und Staffelrückwand steht zwischen zwei Opfergangsportalen.
Die beiden Seitenaltäre am Triumphbogen sind dreiachsige Nischenaufbauten die dem Hl. Herz Jesu und dem hl. Josef geweiht sind. Die Aufsatzfigur der Kanzel stellt den „guten Hirten“ dar. Sie stammt genauso wie das Gestühl und die Luster aus der Bauzeit. Der barocke Seitenaltar war einst der Hochaltar in der Vorgängerkirche. Er besteht aus einer konkaven Säulenretabel mit Volutenauszug und stammt aus dem dritten Viertel des 18. Jahrhunderts. Das Altarblatt zeigt „Mariä Geburt“ und stammt vom Maler Hemmerlein aus dem Jahre 1853. Die barocken Seitenfiguren stellen den heiligen Sebastian und den heiligen Rochus dar.
Die Kreuzwegstationen aus Kalkstein wurden 1909 vom Bildhauer Ludwig Schadler erschaffen, in der Kirche sind außerdem ein Kruzifix aus der ersten Hälfte des 18. Jahrhunderts sowie Bilder von „Herz Jesu“ und eines von „Herz Mariä“ von Josef Kastner aus dem Jahre 1873 zu finden.

## Orgel

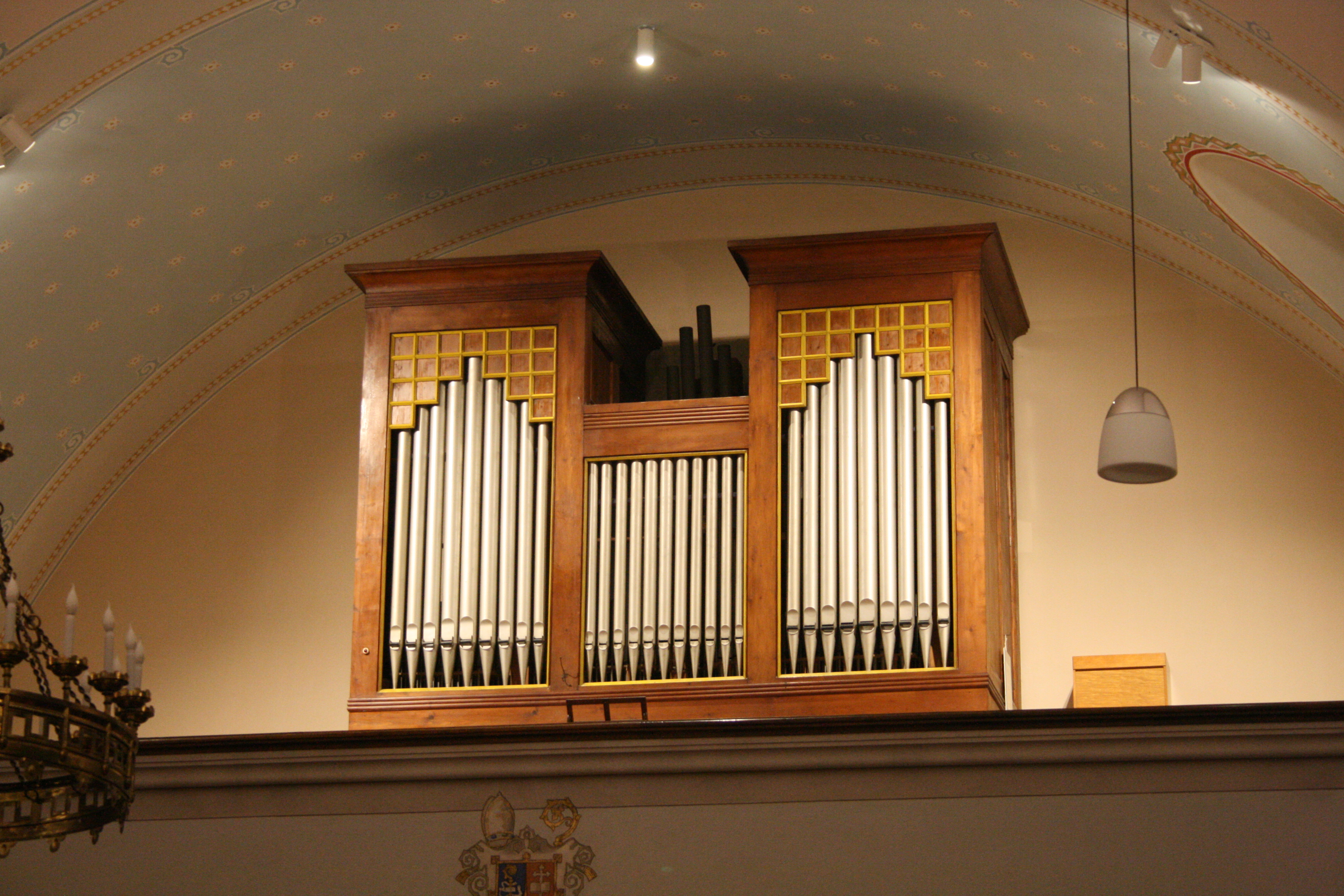
Westempore mit Orgelprospekt

Die 1909 von der Wiener Orgelbaufirma Johann M. Kauffmann erbaute Orgel verfügt über 612 Pfeifen, zwei Manuale und Pedal, mechanische Traktur und Kegelladen, der Spieltisch ist freistehend. 1970 wurde das Windwerk mit einem elektrischen Gebläse versehen, der fußbetätigte Schöpfbalg blieb jedoch erhalten.
Die Orgel verfügt über zwölf Register mit folgender Disposition:
| I Manual C–f3 |                |       |
| 1.            | Bourdon        | 16′   |
| 2.            | Prinzipal      | 8′    |
| 3.            | Viola          | 8′    |
| 4.            | Liebl. Gedeckt | 8′    |
| 5.            | Octav          | 4′    |
| 6.            | Mixtur         | 2 ⁄3′ |

| II Manual |            |    |
| 7.        | Philomela  | 8′ |
| 8.        | Salicional | 8′ |
| 9.        | Fugara     | 4′ |

| Pedal C–d1 |           |     |
| 10.        | Subbass   | 16′ |
| 11.        | Oktavbass | 8′  |
| 12.        | V. Cello  | 8′  |

- Koppeln: II/I, I/P

## Glocken

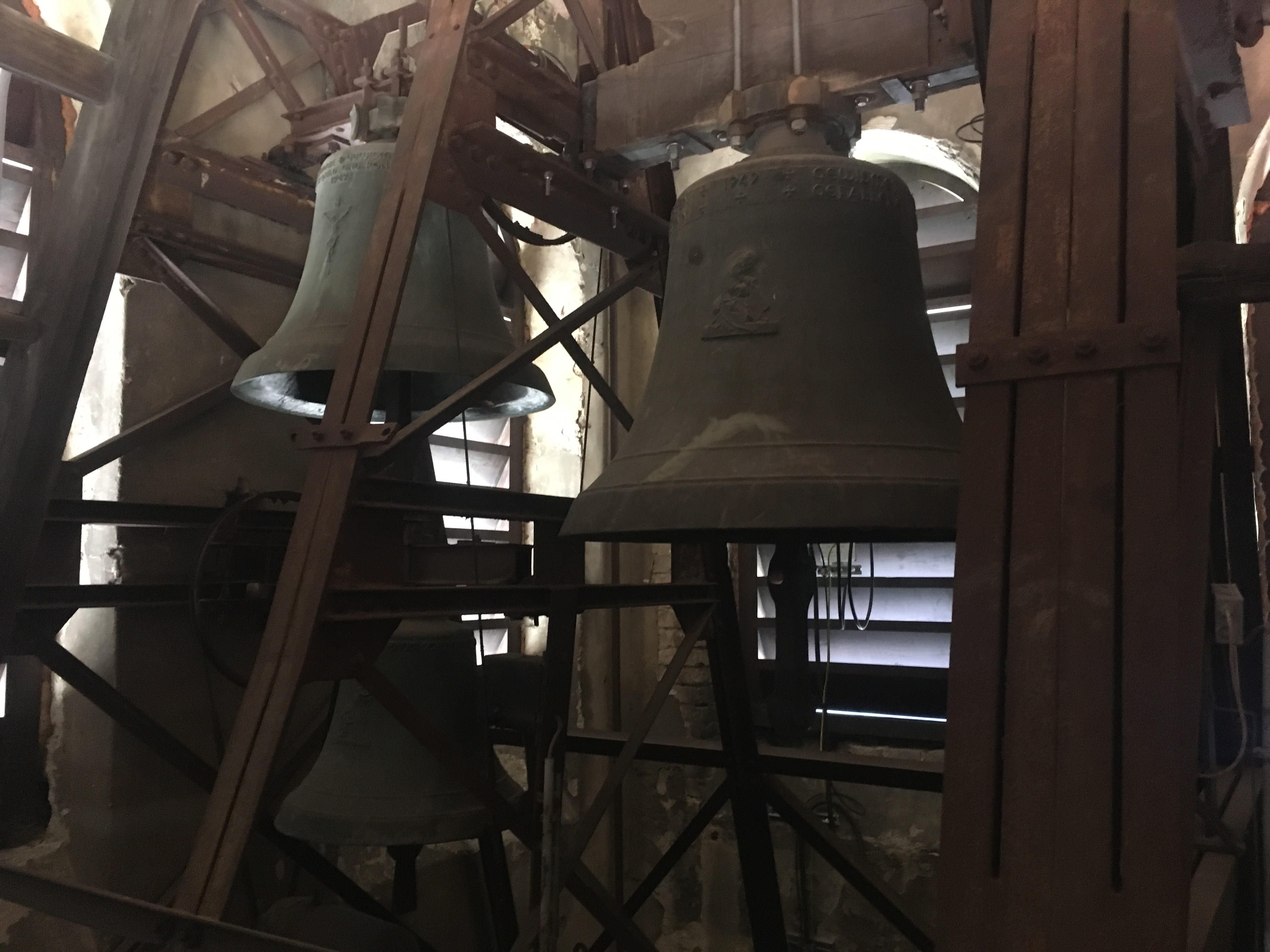
Glockenstube

Beim Bau der Kirche 1909 wurden 4 neue Glocken angeschafft, diese wurden im Ersten Weltkrieg konfisziert und eingeschmolzen. Nach dem Krieg wurden im Jahre 1936 wieder 4 neue Glocken im Turm aufgehängt. Im Zweiten Weltkrieg wurden die Glocken im Frühjahr 1942 abermals eingezogen. Die heutigen 3 Glocken wurden 1949 von der Glockengießerei Josef Pfundner in Wien-Favoriten gegossen, die größte Glocke (1090 kg es´) konnte leider bis heute nicht realisiert werden.
- Die große Glocke mit einem Durchmesser von 100 cm hat den Ton g´, wiegt 600 kg und trägt die Aufschrift: „Gewidmet dem Andenken der in den beiden Weltkriegen gefallenen Pfarrkinder von Enzersfeld und Königsbrunn“.
- Die mittlere Glocke mit einem Durchmesser von 85 cm hat den Ton b´, wiegt 400 kg und trägt die Aufschrift: „Gewidmet dem Andenken der in den beiden Weltkriegen gefallenen Pfarrkinder von Enzersfeld und Königsbrunn“.
- Die kleine Glocke mit einem Durchmesser von 65 cm hat den Ton es´´, wiegt 160 kg und trägt die Aufschrift: „Gewidmet von Matthäus Schwöller“.